# August von Trott zu Solz
August Clemens Bodo Paul Wilhelm von Trott zu Solz (ur. 29 grudnia 1855 w Imshausen koło Bebry (Hesja-Kassel), zm. 27 października 1938 tamże) – pruski polityk.

## Życiorys
W latach 1886–1892 był landratem powiatu Höchst (obecnie dzielnica Frankfurtu nad Menem), następnie 1892-1894 landratem w Marburgu. W okresie 1894–1898 pracował w pruskim ministerstwie spraw wewnętrznych. Później mianowany na stanowisko prezydenta rejencji Koblencja (1898-1899) i rejencji Kassel (1899-1905). Od 1905 roku nadprezydent prowincji Brandenburgia. Później od 1909 do 1917 roku był ministrem kultury Prus. W latach 1917–1919 nadprezydent prowincji Hesja-Nassau. Członek zakonu Joannitów, kawaler Orderu Czarnego Orła. Jego synem był znany działacz antynazistowski Adam von Trott zu Solz.